# Хансверов, Рустам Хусаинович
Рустам Хусаинович Хансверов (род. 2 апреля 1966, Ташкент) — российский журналист, заместитель председателя Союза журналистов Подмосковья, заслуженный работник печати Московской области, член Российской муниципальной академии.

## Биография
Рустам Хансверов родился 2 апреля 1966 года в Ташкенте. С 1973 по 1977 год учился в средней школе № 189 города Ташкента. В 1978—1983 годах учился в специализированном классе по футболу СДЮСШОР «Пахаткор» школы № 90 города Ташкента.
В 1983 году получил 1-й взрослый разряд по футболу за победу в Кубке «Надежда» Узбекистана. В 1984—1987 годах служил на Краснознаменном Северном Флоте, завершив карьеру в качестве главного корабельного старшины. С 1987 по 1991 год учился в Высшей Комсомольской школе при ЦК ВЛКСМ (ныне Московский гуманитарный университет; диплом — история). В 1992 году проходил учёбу в Высшей школе Управления при ГАУ им. С. Орджоникидзе (диплом ДВА — внешнеэкономическая деятельность). С 1998 по 1999 год проводил семинары по методике информирования населения в учебном центре мэрии Москвы. В 2002 году проводил лекции по рекламе в Московской ветеринарной академии. С 2004 по 2008 год Рустам Хансверов принимал участие в зарубежных стажировках в футбольных клубах Германии, Италии, Испании будучи главным редактором журнала «Индустрия футбола».
В 2007 году повысил квалификацию на факультете журналистики МГУ по специальности «Главный редактор местной газеты».
С 2011 года — соискатель учёной степени кандидата экономических наук на кафедре государственного и муниципального управления Государственного университета управления.
Автор 24 научных работ.

## Трудовая деятельность и карьера
- 1983 — фрезеровщик на заводе «Счётно-аналитические машины» города Ташкента;
- 1991—1993 — специалист издательского отдела КДЦ «Медик» в Люберцах;
- 1993—1995 — помощник управляющего делами администрации Люберецкого района;
- 1995—1999 — генеральный директор издательства ИЧП ПИФ «ИМ-Бизнес»;
- 1997 — руководитель пресс-центра «Выхино-Жулебино» ЮВАО города Москвы;
- 1999—2001 — генеральный директор ООО Рекламно-информационное агентство «ИМ-Информ»;
- 2001—2007 — генеральный директор ООО Информационно-издательский центр «На каждый день», главный редактор газеты «На каждый день»;
- 2002—2015 — главный редактор журнала «Управа»;
- 2003—2008 — главный редактор журнала «Индустрия футбола»;
- С 2004 по наст. время — главный редактор журнала «Вопросы местного самоуправления. Стратегия и практика муниципального развития»;
- 2007 — начальник отдела по связям со СМИ Администрации Люберецкого муниципального района;
- 2007—2021 — директор-главный редактор ГАУ МО «Люберецкое информационное агентство Московской области»[1];
- С 16 июня 2021 года по 30 июня 2022 года — главный редактор «Люберецкой панорамы»[2].
- С октября 2022 года — главный редактор газеты «Люберецкий округ».

## Общественная деятельность
- 1991 — участие в создании Всероссийской Ассоциации игры в ринго, член Совета;
- 1998 — член Союза журналистов России;
- 2003 — действительный член Российской муниципальной академии;
- 2007, 2016 — член экспертного совета по местному самоуправлению при Комитете по местному самоуправлению Госдумы РФ;
- С 2010 года — член правления Союза журналистов Подмосковья;
- С 2012 года — председатель Люберецкого местного отделения союза журналистов Подмосковья, заместитель председателя Союза журналистов Подмосковья;
- 2013—2017 — член Федеративного совета Союза журналистов России;
- 2014 — консультант-эксперт Общественной палаты Московской области;
- С 2014 года — член Общественной палаты Люберецкого района, председатель комиссии по информационное политике, местному самоуправлению и социальным коммуникациям, член Центрального совета Межрегионального общественного движения «Сограждане»; член Попечительского совета Люберецкого комплексного центра социального обслуживания населения;
- С 7 февраля 2015 года — председатель Местной татарской национально-культурной автономии Люберецкого района[3];
- 2016 — консультант-эксперт Общественной палаты Московской области;
- 2017—2020 — член Общественной палаты городского округа Люберцы, председатель комиссии по информационное политике, местному самоуправлению и социальным коммуникациям[4][5];
- С 2020 года — заместитель председателя Региональной татарской национально-культурной автономии Московской области.
- С 2020 года — член Общественной палаты городского округа Люберцы, председатель комиссии по информационное политике, местному самоуправлению, социальным коммуникациям и рекламе.